# Kecamatan Kalikajar (distrikt i Indonesien, lat -7,41, long 109,96)
Kecamatan Kalikajar är ett distrikt i Indonesien.   Det ligger i provinsen Jawa Tengah, i den västra delen av landet, 400 km öster om huvudstaden Jakarta.